# Grita
Bia - Grita è il terzo album musicale tratto dalla serie Bia. Contiene 12 canzoni tratte dalla seconda stagione, pubblicato il 6 marzo 2020.

## Tracce
Edizione America Latina
1. Cast di BIA – Grita – 3:07
2. Isabela Souza – Sentirse Bien – 3:02
3. Isabela Souza e Julio Peña – ¿Cuándo pasó? – 3:28
4. Cast di BIA – Aquí me encontrarás – 3:56
5. Julio Peña – Dame un beso – 3:25
6. Cast di BIA – Voy – 3:49
7. Isabela Souza – Una vez más – 3:05
8. Guido Messina – Los besos que te di – 3:18
9. Isabela Souza, Agustina Palma e Giulia Guerrini – Voy por lo que quiero – 3:33
10. Julia Argüelles – Harta de ti – 2:39
11. Jandino – Déjate amar – 3:12
12. Andrea De Alba – Karma – 3:40

## Video Lyric

### Seconda stagione
| Música              | Pubblicazione   |
| ------------------- | --------------- |
| ¿Cuándo Pasó?       | 3 gennaio 2020  |
| Sentirse Bien       | 7 febbraio 2020 |
| Aquí Me Encontrarás | 13 marzo 2020   |

## Videoclip

### Seconda stagione
| Música                               | Pubblicazione  |
| ------------------------------------ | -------------- |
| Grita                                | 6 marzo 2020   |
| Grita (BeU)                          | 19 marzo 2020  |
| Voy por lo que quiero                | 27 marzo 2020  |
| Voy                                  | 3 aprile 2020  |
| Harta de ti                          | 13 aprile 2020 |
| Sentirse Bien                        | 27 aprile 2020 |
| Voy                                  | 27 aprile 2020 |
| Una vez más                          | 8 maggio 2020  |
| Karma                                | 8 maggio 2020  |
| Grita (Paint the music)              | 1º luglio 2020 |
| Los besos que te di                  | 3 luglio 2020  |
| Voy                                  | 17 luglio 2020 |
| ¿Cuándo Pasó?                        | 23 luglio 2020 |
| Aquí Me Encontrarás                  | 24 luglio 2020 |
| Aquí Me Encontrarás (#Quédateencasa) | 24 luglio 2020 |